# Marlango (álbum)
Marlango es el primer disco de estudio de la banda homónima, con el cual han cosechado gran éxito en España, Portugal y en menor medida en países como Alemania, Japón y Francia.

## Listado de canciones
1. Madness - 3:02
2. Green on blue - 3:57
3. Gran sol - 3:43
4. Nico - 3:40
5. I suggest - 3:36
6. Enjoy the ride - 4:27
7. It´s all right - 3:51
8. No use - 2:55
9. Once upon a time - 3:50
10. My love - 3:50
11. Maybe - 3:50
12. Frozen angora - 0:50
13. Every - 8:45

## Sencillos
1. Enjoy the ride (2003)
2. Madness (2004)
3. It´s all right (2004)
4. Once upon a time (2004)
5. Gran sol (2005)